# دايو أوكينيي
أولادايو أ. أوكينيي (بالإنجليزية: Dayo Okeniyi)‏ (من مواليد 14 يونيو 1988) هو ممثل أمريكي-نيجيري، مشهور بلعب دورثريش في فيلم مباريات الجوع وداني دايسون في ترمنايتور جنيسس.

## الحياة والوظيفة
ولد دايو في جوس ونشأ في لاغوس، نيجيريا، ولديه أربعة أشقاء. والده ضابط جمارك متقاعد من نيجيريا، ووالدته معلمة أدب من كينيا. في عام 2003، انتقل مع عائلته إلى إنديانا، الولايات المتحدة، من نيجيريا وانتقل لاحقًا إلى كاليفورنيا. حصل على درجة البكالوريوس في الاتصالات المرئية في جامعة أندرسون (إنديانا) في عام 2009.

## فيلموغرافيا
| عام       | فيلم                          | وظيفة         | ملاحظات         |
| --------- | ----------------------------- | ------------- | --------------- |
| 2011      | عيون لنرى                     | دور غير معروف | فيلم قصير       |
| 2011      | الأسود بين الرجال             | تاو           | فيلم قصير       |
| 2012      | ألعاب الجوع                   | ثريش          |                 |
| 2012      | العالم يراقب: صنع ألعاب الجوع | نفسه          |                 |
| 2013      | المدهش الان                   | ماركوس        |                 |
| 2013      | عداء عداء                     | بيرديب        |                 |
| 2013      | رجال الكهوف                   | أندريه        |                 |
| 2013      | ثورة                          | أليك          | برنامج تلفزيوني |
| 2014      | حب لا نهاية له                | صولجان        |                 |
| 2015      | ترمنايتور جنيسس               | داني دايسون   |                 |
| 2016      | أطفال جيدين                   | محارة         |                 |
| 2016-2018 | تدرجات الأزرق                 | مايكل لومان   | السلسلة العادية |
| 2020      | إركض عزيزي إركض               |               |                 |

## الجوائز

### فاز
- جوائز نيجيريا الترفيهية لعام 2013 - أفضل ممثل دولي [7]

## روابط خارجية
- دايو أوكينيي على موقع IMDb (الإنجليزية)
- دايو أوكينيي على موقع ألو سيني (الفرنسية)
- دايو أوكينيي على موقع ميوزك برينز (الإنجليزية)
- دايو أوكينيي على موقع أول موفي (الإنجليزية)
- دايو أوكينيي على موقع قاعدة بيانات الفيلم (الإنجليزية)
- دايو أوكينيي على موقع كينوبويسك (الروسية)
- دايو أوكينيي في قاعدة بيانات الأفلام على الإنترنت